# Tetracnemus phragmitis
Tetracnemus phragmitis är en stekelart som beskrevs av Svetlana N. Myartseva 1982. Tetracnemus phragmitis ingår i släktet Tetracnemus och familjen sköldlussteklar.
Artens utbredningsområde är:
- Schweiz.
- Turkmenistan.

Inga underarter finns listade i Catalogue of Life.